# Abradates
Abradates   () (en grec antic Ἀβραδάτας 'Abradátas') va ser un rei de Susa que va viure cap al segle vi aC. És conegut perquè Xenofont l'anomena a la Ciropèdia, la biografia de Cir II el Gran de Pèrsia.
Segons Xenofont, era aliat dels assiris contra els perses. Estava casat amb Panteia, que va caure presonera del rei persa quan va ocupar el campament assiri, mentre el seu marit era en una missió a Bactriana. Cir va tractar tan bé a la seva dona que Abradates es va aliar amb el rei persa amb tot el seu exèrcit. Va morir en una batalla contra els egipcis. La seva dona va tenir tant de disgust que es va suïcidar junt amb tres eunucs. Cir va fer aixecar un túmul en el seu honor, i en un dels pilars, a la part superior hi havia inscrits els noms d'Abradates i de Panteia en caràcters siríacs, i en una altra més avall, la inscripció σκηπτούχων ('skeptoúkhon' dignataris), en honor dels eunucs.